# Hans Chiari
Hans Chiari (4. září 1851 Vídeň – 6. května 1916 Štrasburk) byl rakouský anatom, patolog a vysokoškolský pedagog německé národnosti, dlouhodobě působící v Čechách; rektor Německé univerzity v Praze a poslanec Českého zemského sněmu.

## Biografie
Byl synem porodníka Johanna Baptisty Chiariho. Vystudoval Schottengymnasium a potom lékařství na Vídeňské univerzitě. V roce 1875 získal titul doktora medicíny. Působil v patologicko-anatomickém ústavu Vídeňské univerzity jako asistent u profesora Karla Rokytanského, pak u profesora Richarda Heschla. Od roku 1878 byl docentem patologické anatomie. Od roku 1879 prosektorem (osoba provádějící pitvy) ve vídeňském Rudolfspitalu. Roku 1882 se stal profesorem patologické anatomie na Německé univerzitě v Praze. V roce 1900/1901 zastával post rektora této vysoké školy. Od roku 1906 byl profesorem patologické anatomie na Štrasburské univerzitě. Byl dopisujícím členem Rakouské akademie věd. Měl titul dvorního rady.
Z titulu funkce rektora se na přelomu století zapojil i do vysoké politiky. V letech 1900–1901 zasedal coby virilista na Českém zemském sněmu.
Zemřel v květnu 1916.
Jeho bratrem byl rakouský laryngolog Ottokar von Chiari.